# Ralf Peter (Fußballtrainer)
Ralf Peter (* 10. September 1961 in Rheine) ist seit 2001 Jugend-Bundestrainer beim DFB. Die von ihm betreuten Nationalmannschaften wurden bereits mehrfach Europa- und Weltmeister. 

## Leben
Peter war Spieler bei Vereinen in seiner Heimatregion: VfB Rheine, SG Eintracht Rheine und FC Epe. Die höchste Spielklasse, in der er selbst aktiv spielte, war die Amateur-Oberliga. Er hat Sport und Pädagogik studiert und war zwei Jahre als Lehrer an einem Gymnasium in Werne tätig. 
Nach dem Erwerb seiner Trainer-Lizenz begann er als Honorartrainer beim Fußball- und Leichtathletik-Verband Westfalen (1991–1995), wechselte dann als Jugend-Cheftrainer zu Borussia Mönchengladbach (1995–1999) und wurde anschließend Verbandssportlehrer beim Fußballverband Niederrhein (1999–2001). Parallel zur Tätigkeit als Verbandstrainer betreute er drei Jahre lang den „Stützpunkt West“ für die A-Nationalmannschaft der Frauen. Tina Theune-Meyer hat ihn dann zum DFB geholt. 
Beim DFB ist er seit dem 1. August 2001 für den Bereich Kinder- und Jugendtraining fest angestellt. Er ist dort schwerpunktmäßig zuständig für die U-17- und U-15-Juniorinnennationalmannschaften. Außerdem schreibt er Lehrbücher für den DFB und ist beteiligt an der Produktion von Lehrfilmen.

## Bücher (Auswahl)
- Fußball von morgen, Band 1: Kinderfußball (mit Gerd Bode); Hg: Deutscher Fußball-Bund. Philippka-Sportverlag: Münster/W 2005
- Modern youth training: the complete guide to soccer for kids ages 5 - 12; Philippka-Sportverlag: Münster/W 2006
- Fußball von morgen, Band 4: Modernes Verteidigen; Philippka-Sportverlag: Münster/W 2003 ISBN 3-89417-122-7
- Verteidigen mit System: Von der Spielanalyse bis zur Trainingsform; Philippka-Sportverlag: Münster/W 2012 ISBN 978-3894172183